# Cottus echinatus
Cottus echinatus (Engels: Utah Lake sculpin) is een uitgestorven Noord-Amerikaanse vertegenwoordiger uit het geslacht Cottus, zoetwaterdonderpadden (familie van de donderpadden). Cottus echinatus was endemisch in het zoete water van Lake Utah in de staat Utah (VS). Niet alles van deze soort is bekend geworden, waardoor veel informatie is gebaseerd op speculaties en analogieën met nog levende verwante soorten.

## Beschrijving
De soort werd tot 9 cm lang. Hij had geen schubben en een relatief grote, afgeplatte kop; grote borstvinnen en een langwerpig lichaam. De ogen waren naar boven gericht en stonden dicht bij elkaar. Hij was bruinig van kleur en had geen ribstukken en vlekken. Het hele lichaam inclusief borst en buik waren bezet met stekels die eruitzagen als kleine, schubachtige aanhangsels. Hij had 7 of zelden 8 rugstekels, 16 tot 18 vinstralen op de borst en 26 tot 29 zijwaartse kieuwspleten.
Omdat de meeste soorten in het geslacht Cottus in de lente kuitschieten, zou deze soort dat ook kunnen hebben gedaan, hoewel er ook soorten zijn die in de herfst paaien. Het kuitschieten zou kunnen hebben plaatsgevonden aan de mondingen van waterstromen die in Lake Utah uitmonden of verder stroomopwaarts in deze waterstromen, waaronder Jordan River. De eieren werden vastgehecht aan de onderkant van hout of stenen die werden aangetroffen naast stromend water. De vrouwtjes werden door de mannetjes in het nest geleid. De mannetjes bewaakten vervolgens het nest met de eieren.
Het is niet bekend geworden waar deze soort zich mee voedde, maar de meeste donderpadden zijn omnivoor en voeden zich met algen, in het water levende insecten (Zowel larven als volwassen insecten) en soms kleinere vissen en viseieren.
Waarschijnlijk had deze soort meerdere activiteitenniveaus die afhingen van het seizoen en de watertemperatuur. Omdat donderpadden overdag vaak onder stenen schuilen, zou deze soort dat ook kunnen hebben gedaan.

## Oorzaken van het uitsterven
Het afleiden van instromende wateren als Jordan River blokkeerde de routes die de vissen aflegden om kuit te schieten en toegenomen vervuiling en verzilting door de zich ontwikkelende landbouw zorgden voor de afname van de waterkwaliteit aan het einde van de negentiende eeuw en het begin van de twintigste eeuw. Ook werden er minimaal elf niet-inheemse vissoorten uitgezet die zich in de jaren dertig van de twintigste eeuw over heel Lake Utah en zijn zijrivieren hadden verspreid. De laatste geregistreerde waarneming van C. echinatus vond plaats in 1928. Waarschijnlijk dat door extreme droogte en de daardoor veroorzaakte waterstanden de enige overlevende exemplaren stierven. Gedurende de winter van 1934 op 1935 was het water zo ondiep dat honderden tonnen karpers en andere vissoorten stierven door bevriezing en overbevolking in de weinige diepe gaten en spleten. Als C. echinatus nog niet was uitgestorven, dan was dit de nekslag geweest.